# Übertreibsicherung
Die Übertreibsicherung ist spezieller Teil der Schachtführung, die dazu dient, das Fördermittel abzubremsen, damit es beim Übertreiben möglichst vor den  Seilscheiben zum Stehen kommt. Die abbremsende Wirkung darf jedoch erst außerhalb der Endstellung des Fördermittels und nach dem Endschalter einsetzen. Die maximale Verzögerung des Fördermittels soll aus Sicherheitsgründen den Wert von 9,81 m/s² nicht überschreiten. Übertreibsicherungen müssen in regelmäßigen Abständen durch fachkundiges und dafür verantwortliches Personal überprüft werden.

## Grundlagen und Geschichtliches
Im Laufe des 19. Jahrhunderts konnte die Fahrgeschwindigkeit der Fördergefäße, bedingt durch die Leistungssteigerung der Fördermaschinen, erheblich gesteigert werden. Dadurch konnte zwar die Effektivität der Schachtförderung gesteigert werden, jedoch vergrößerte sich auch die Gefahr, dass der Förderkorb übertrieb. Gegen Ende des 19. Jahrhunderts kam es, durch Übertreiben, vermehrt zu kleineren Unfällen bei der Seilfahrt. Im Jahr 1898 verunglückten 17 Bergleute auf der Zeche General Blumenthal tödlich, weil der Förderkorb bis unter die Seilscheiben hochgezogen wurde. Aus diesem Grund genehmigte der Minister für Handel und Gewerbe die Bildung einer Kommission, bestehend aus Vertretern der Privatindustrie und der Bergbehörde. Zweck dieser Kommission war die Untersuchung der bestehenden Sicherheitseinrichtungen der Schachtförderanlagen. Um das Übertreiben des Förderkorbes zu beenden, gibt es die Möglichkeiten, entweder durch entsprechende Sicherheitsapparate in die Steuerung der Fördermaschine einzugreifen, oder durch mechanische, auf die Förderschale einwirkende Sicherheitseinrichtungen diese dann abzubremsen.

## Notwendigkeit der Übertreibsicherung
Bei Schachtförderanlagen ist es möglich, dass sich bei einem Defekt in der Steuerung das Fördermittel über den obersten Anschlag hinweg bewegt. In diesem Fall sorgt dann eine Sicherheitseinrichtung, die direkt auf die Steuerung der Maschine einwirkt, dass die Maschine angehalten wird. Die Fördermaschine wird dann durch den Endschalter abgeschaltet und über die Sicherheitsbremse abgebremst. Für den Fall, dass der Endschalter nicht einwandfrei arbeitet oder sogar total ausfällt, muss aus sicherheitstechnischen Gründen eine mechanische Vorrichtung die Geschwindigkeit des Fördermittels stark reduzieren. Fährt das Fördermittel ungebremst bis unter den Prellträger, kann dies schwerwiegende Folgen bis hin zum Seilbruch haben. In diesem Fall muss der Förderkorb durch die Fangstützen vor dem Absturz gesichert werden. Selbst bei geringer Geschwindigkeit eines Förderkorbes kann es für die auf ihm Fahrenden mit schweren Folgen verbunden sein, wenn der Korb ungebremst unter den Prellträger fährt. Durch die Übertreibsicherung werden die Folgen des Übertreibens gemindert.

## Aufbau
Die Übertreibsicherung besteht aus dem Endabschnitt der Schachtführung und einer Einrichtung zum Abbremsen an der Schachtführung, die das Verzögern des Fördermittels bewirkt. In der ersten Hälfte des 20. Jahrhunderts wurden für das Verzögern der Fördergefäße speziell geformte Bremsschuhe verwendet. Bei den heutigen Schachtförderanlagen mit Spurlattenführung werden verdickte oder gegeneinander geneigte Spurlatten verwendet. Die verbreiterten oder zusammengezogenen Spurlatten müssen immer aus Holz erstellt werden. Bei Anlagen mit Schienenführung können die Einrichtungen zum Abbremsen auch aus Stahl bestehen. Bei Schachtförderanlagen mit einer Fördergeschwindigkeit bis zu einem Meter pro Sekunde können auch elastische Puffereinrichtungen mit einem Pufferweg von mindestens 200 Millimetern als Einrichtung zum Abbremsen verwendet werden.

### Spurlattenverdickung
Die Spurlattenverdickung wird so ausgeführt, dass oberhalb und unterhalb der äußersten Betriebsstellung der Fördermittel die Spurlatten verbreitert werden. Diese Verbreiterung wird symmetrisch auf jeder Seite der Spurlatten durchgeführt. Bei Schachtförderanlagen mit einer Fördergeschwindigkeit von mehr als 4 {\displaystyle m_{s}} muss die Verbreiterung mit einer Steigung von 1:100 ausgeführt werden, bei Anlagen mit einer geringeren Geschwindigkeit reicht eine Steigung von 1:40. Die maximale Stärke der Verdickung beträgt pro Seite fünfzig Millimeter, dadurch wird eine maximale Verdickung von 100 Millimetern erreicht. Die Verbreiterung darf sich maximal über eine Länge von fünf Metern erstrecken. Erzeugt wird die Verdickung entweder durch das Zuschneiden der Spurlatten oder das Auseinanderspreizen von zwei Spurlattenhälften mittels eingeschlagener Keile. Die Keile werden von hinten in die Spurlatten eingeschlagen, da von vorne eingeschlagene Keile leicht abgestreift werden könnten. Die Verbreiterung darf nicht durch Aufnageln, Anschrauben oder Aufkleben von Keilen erzeugt werden. Wird ein Förderkorb bis in die Spurlattenverdickung gefahren, wird diese hierbei durch die Führungsschuhe des Korbes beschädigt.

### Zusammengezogene Spurlattenstränge
Bei dieser Form der Einrichtung zum Abbremsen werden die Abstände der Spurlattenstränge unterhalb des Füllortes in ihrem lichten Zwischenraum verringert. Hierbei wird jeder Spurlatte eine Neigung gegen die Senkrechte gegeben. Bei Anlagen mit einer Fahrgeschwindigkeit von mehr als 4 {\displaystyle m_{s}} beträgt die Steigung 1:50, bei Anlagen mit geringeren Fahrgeschwindigkeiten 1:20. Die Steigung darf sich maximal über eine Länge von fünf Metern erstrecken. Die maximale Verringerung des Abstandes beträgt dabei 200 Millimeter. Die Spurlatten müssen in diesem Bereich besonders stark gegen die Schachtwand versteift werden. Nach der Verringerung der Spurlattenweite müssen die Führungsflächen der Spurlatten wieder parallel zueinander verlaufen. Da auf die Spurlatten ein starker Druck wirkt, können zusammengezogene Spurlatten nicht oberhalb der Hängebank im Fördergerüst eingebaut werden. Der nach auswärts gerichtete Druck würde das Fördergerüst verbiegen. Bei seitlich geführten Fördermitteln kann konstruktionsbedingt das Zusammenziehen der Spurlatten auch im Schachtsumpf nicht angewendet werden, da hier die an den Mitteleinstrichen befestigten Spurlatten nicht genügend abgestützt werden können. Nachteilig ist bei zusammengezogenen Spurlatten auch die negative Auswirkung auf das Fördermittel, da dieses beim Einfahren in den verengten Bereich verformt wird.